# Раскопаное
Раско́паное (укр. Розкопане) — село на Украине, находится в Погребищенском районе Винницкой области.
Код КОАТУУ — 0523484701. Население по переписи 2001 года составляет 845 человек. Почтовый индекс — 22263. Телефонный код — 4346.
Занимает площадь 0,501 км².
Половина села известна под историческим названием Наказно́е, которое местные жители употребляют по сей день.

## Адрес местного совета
22263, Винницкая область, Погребищенский р-н, с. Раскопаное, ул. Интернациональная, 10; тел. 2-31-39.

## Известные уроженцы
- Панчук, Иван Владимирович (1900—1959) — советский военачальник, генерал-майор.